# Homoeocera gigantea
Homoeocera gigantea là một loài bướm đêm thuộc phân họ Arctiinae, họ Erebidae. Loài này có ở Guatemala tới Costa Rica, nói chung ở khu vực cao và ẩm. 

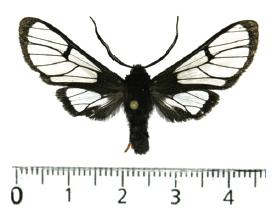

Chiều dài cánh trước là 21–24 mm.